# Samsung Galaxy A71
Samsung Galaxy A71 — Android-смартфон, разработанный, продаваемый и производимый компанией Samsung Electronics в рамках своей серии Galaxy A. Линия A71 состоит из SM-A715F/DS, SM-A715F/DSN и SM-A715F/DSM. Ключевые обновления по сравнению с предыдущей моделью, Samsung Galaxy A70, в дополнение к более новой операционной системе, Android 10 и чипсету, Qualcomm Snapdragon 730 и улучшенной камере. Он был анонсирован и выпущен в декабре 2019 года.
Samsung Galaxy A71 был анонсирован и выпущен в декабре 2019 года вместе с Galaxy A51. Позже Samsung анонсировала вариант 5G в апреле 2023 года с Exynos 980 SoC. Сверхширокополосная версия 5G с поддержкой mmWave является эксклюзивной для Verizon.

## Характеристики
Телефон оснащен дисплеем Super AMOLED Plus FHD + 6,7 дюйма. Камеры на 64 МП ( имеющая в рейтинге DxOMark оценку 84), сверхширокий на 12 МП, глубиной 5 МП и макро-камерой на 5 МП,  аккумулятором Li-Ion на 4500 мАч и ультразвуковым датчиком отпечатков пальцев на экране, а также распознаванием лица.
Стандартный вариант телефона 5G был представлен в апреле 2020 года, а вариант 5G UW — в июле 2020 года.